# غار چال امیرخانی
غارچال امیرخانی مربوط به دوران‌های تاریخی پس از اسلام است و در شهرستان بویراحمد، بخش مرکزی، روستای گنجگان علیا واقع شده و این اثر در تاریخ ۷ آذر ۱۳۸۳ با شمارهٔ ثبت ۱۱۲۴۶ به‌عنوان یکی از آثار ملی ایران به ثبت رسیده است.